# 三輪菜つ美
三輪 菜つ美（みわ なつみ、1988年6月30日 - ）は、日本の医師（内科・皮膚科・美容皮膚科医）。東京都生まれ。ワロップエンターテイメント所属。

## 人物
2007年東京学芸大学附属高等学校卒業。2013年北里大学医学部卒業。東京大学医学部附属病院にて研修終了後、1日診察人数平均100名以上の都内クリニックにて内科・皮膚科として勤務。2017年5月から2020年2月まで都内美容皮膚科クリニック院長を務める。
2020年7月からロナロナクリニック院長に就任。
研修医時代に経験した肌荒れから、独自の食事療法にて美肌と体質改善を達成。肌と食事の大切さを痛感し、根本的な解決を目指した診察を日々行っている。最近はアーユルヴェーダを学び、生活に取り入れている。座右の銘は「継続は力なり」。

## 出演

### テレビ番組
- モーニングCROSS(2019年8月7日、TOKYO MX）[2]
- 東京女神コレクション「ガールズハッピースタイル」（2018年5月26日、テレビ埼玉・チバテレ・FOX)

### ラジオ番組
- MarumaruLounge 夜の賢人たち(2019年5月29日、2019年6月5日、ラジオ日本）[3]

### インターネット放送
- 女医・菜つ美先生が教える あれこれ（2019年5月8日 - 、ワロップ放送局）[4]
- ワロラジ〜のぞみとなみのアイドル交遊記〜（2019年3月21日、ワロップ放送局）[5]

## 書籍
- ラメラの秘密―女医が教えるお肌のシンプルケア（2019年、幻冬舎メディアコンサルティング、ISBN 9784344921412）[6]

## 医療監修・インタビュー取材
- マイナビウーマンにてスキンケア、ダイエットに関する多数の記事監修[7]
- マンダム 「一時的な肌の不調に関する意識調査」ニュースリリース内インタビュー取材「現役皮膚科医が教える、春の肌不調の原因と対策」（2017年3月31日）[8]
- 祥伝社 からだにいいこと（2017年11月号、「美女医６人の実践テクが盛りだくさん美容お悩みランキング」インタビュー取材）
- セブン＆アイ出版 SaitaPLUS アクアクララPR記事「寝る前一杯で変わる！？ドクターに聞いた白湯を飲むとカラダにいいこと５つ」（2017年6月23日、インタビュー取材）[9]
- バリュー・パートナーズ社「ふるふる豆乳スムージー」PR記事、効果効能、医療監修[10]
- ゴルフ誌 ALBA （2018年2月22日、「美人ドクターが教えるカラダのモンダイ」Vol.17 テーマ：健康で美しい体をつくる インタビュー取材） [11]
- 美目育サイト LindeL「美容皮膚科医に質問！【やってはいけない目元ケア】の真実」（2018年1月30日、医療監修）[12]
- 美目育サイト LindeL「突然の肌不調に戸惑う人続出！「ゆらぎ肌」ってなあに？」（2018年2月13日、医療監修）[13]
- 美目育サイト LindeL「その症状ゆらぎ肌かも？急な肌不 調の対処法」（2018年2月19日、医療監修）[14]
- マガジンハウス anan（2018年8月29日 No.2115「弱ったお肌＆ボディのメンテは、頼れるドクターにお任せ！夏肌リセットスキンケアクリニック」インタビュー取材）